# И Геде Симан Судартава
И Геде Симан Судартава (инд. I Gede Siman Sudartawa; Клунгкунг, 8. септембар 1994) индонезијски је пливач чија ужа специјалност су трке леђним стилом. 

## Спортска каријера
Судартава је један од најбољих и најуспешнијих индонежанских пливача свих времена, а најбоље резултате током каријере остваривао је на међународним такмичењима на између држава југоисточне Азије. 
Био је једини индонезијски пливач на ЛОИ 2012. у Лондону, где је наступио у квалификацијама трке на 100 леђно, које је окончао на укупно 39. месту. Током церемоније отварања Игара носио је заставу своје земље на свечаном дефилеу нација.
Учествоивао је и на светским првенствима у Барселони 2013, Казању 2015, Будимпешти 2017.  и Квангџуу 2019. године. На првенству у Будимпешти је успео да се пласира у полуфинале трке на 50 леђно (заузео 15. место), поставши тако првим индонежанским пливачем у историји светских првенстава који је успео да се пласира у полуфинале неке од пливачких дисциплина.
Пливао је и у неколико финалних трка на Азијским играма у Инчону 2014. и Џакарти 2018. године. На Универзијади у Квангџуу 2015. освојио је седмо место у финалу трке на 50 леђно. 